# Ormiańskokatolicka eparchia Aleksandrii
Eparchia Aleksandrii (Iskanderiya) (łac. Eparchia Alexandrina Armenorum, ormiańska eparchia aleksandryjska)  – eparchia Kościoła katolickiego obrządku ormiańskiego w Egipcie, z siedzibą w Kairze. Nazwa diecezji nawiązuje do tradycji kościelnych starożytnej Aleksandrii.

## Biskupi
- Paul Acderian (1850-1866)
- Barnabé Akscheislian (2 maja 1886-16 maja 1898)
- Boghos Sabbaghian (28 sierpnia 1901-4 sierpnia 1904, następnie patriarcha Kościoła katolickiego obrządku ormiańskiego)
- Pietro Kojunian (26 lutego 1907-17 marca 1911)
- Jean Couzian ICPB (27 sierpnia 1911-6 maja 1933)
- Jacques Nessimian (5 sierpnia 1933-2 lipca 1960)
- Raphaël Bayan (2 lipca 1960-9 marca 1989)
- Nerses Tarmouni (21 sierpnia 1989-7 października 1999, następnie patriarcha Kościoła katolickiego obrządku ormiańskiego)
- Krikor-Okosdinos Coussa (od 9 września 2003 r.)